# Tang Lingsheng
Tang Lingsheng (en chino: 唐灵生; Lingui, 10 de enero de 1971) es un deportista chino que compitió en halterofilia.
Participó en los Juegos Olímpicos de Atlanta 1996, obteniendo una medalla de oro en la categoría de 59 kg. Ganó una medalla de bronce en el Campeonato Mundial de Halterofilia de 1993, en la misma categoría.

## Palmarés internacional
| Juegos Olímpicos   | Juegos Olímpicos         | Juegos Olímpicos  | Juegos Olímpicos |
| Año                | Lugar                    | Medalla           | Categoría        |
| ------------------ | ------------------------ | ----------------- | ---------------- |
| 1996               | Atlanta (Estados Unidos) | Medalla de oro    | 59 kg            |
| Campeonato Mundial |                          |                   |                  |
| Año                | Lugar                    | Medalla           | Categoría        |
| 1993               | Melbourne (Australia)    | Medalla de bronce | 59 kg            |